# Bolyai-emlékek

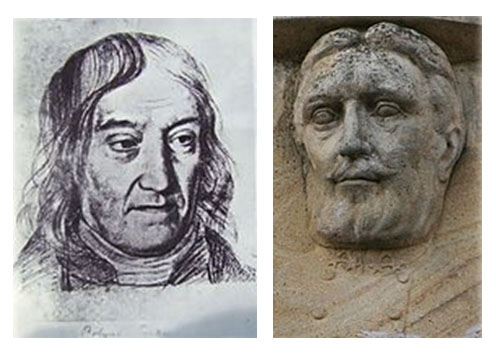
Bolyai Farkas arcképe (Szabó János rajza) és Bolyai János arcképe a marosvásárhelyi Kultúrpalota homlokzatán

Bolyai János és Bolyai Farkas emlékezete nemcsak Erdélyben él, hanem az egész magyar nyelvterületen, sőt azon is túl.
Sok intézmény, szakmai társaság viseli nevüket, sok helyütt van emléktábla, szobor emlékezetükre. A legtöbb emlék, természetesen Marosvásárhelyen van. Az emlékek bemutatását helységenként végezzük.

## Emlékhelyek

### Marosvásárhely
Marosvásárhelyen a néhány Bolyai-emlék mellé 1989 után, főleg az EMT helyi szervezete (Csegzi Sándor és Csegzi Magdolna hathatós közreműködésével) sok újabb emlék (szobor, emléktábla) került.

A két Bolyai szobra

Bolyai János mellszobra a Sapientián

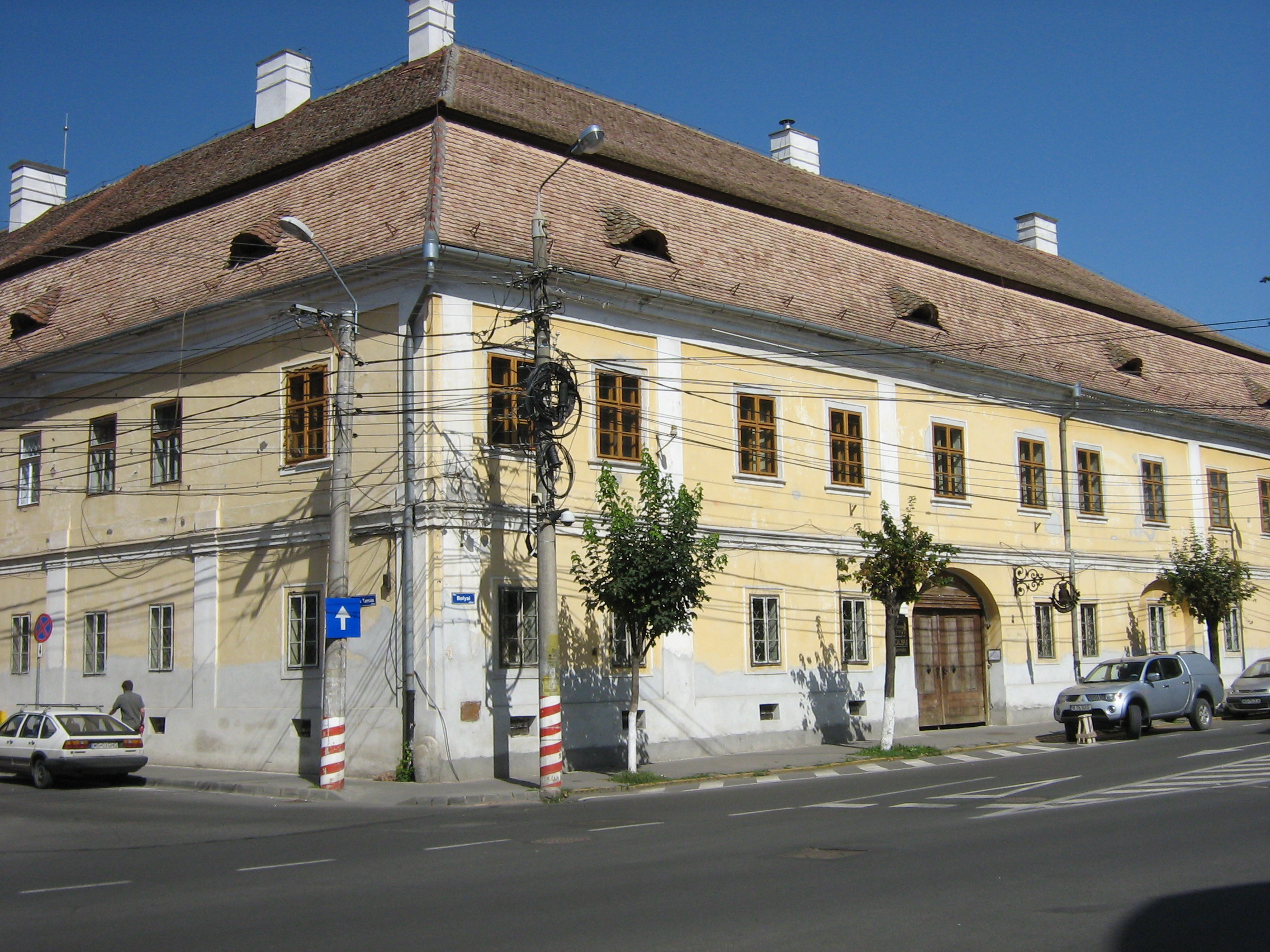
Teleki-Bolyai téka

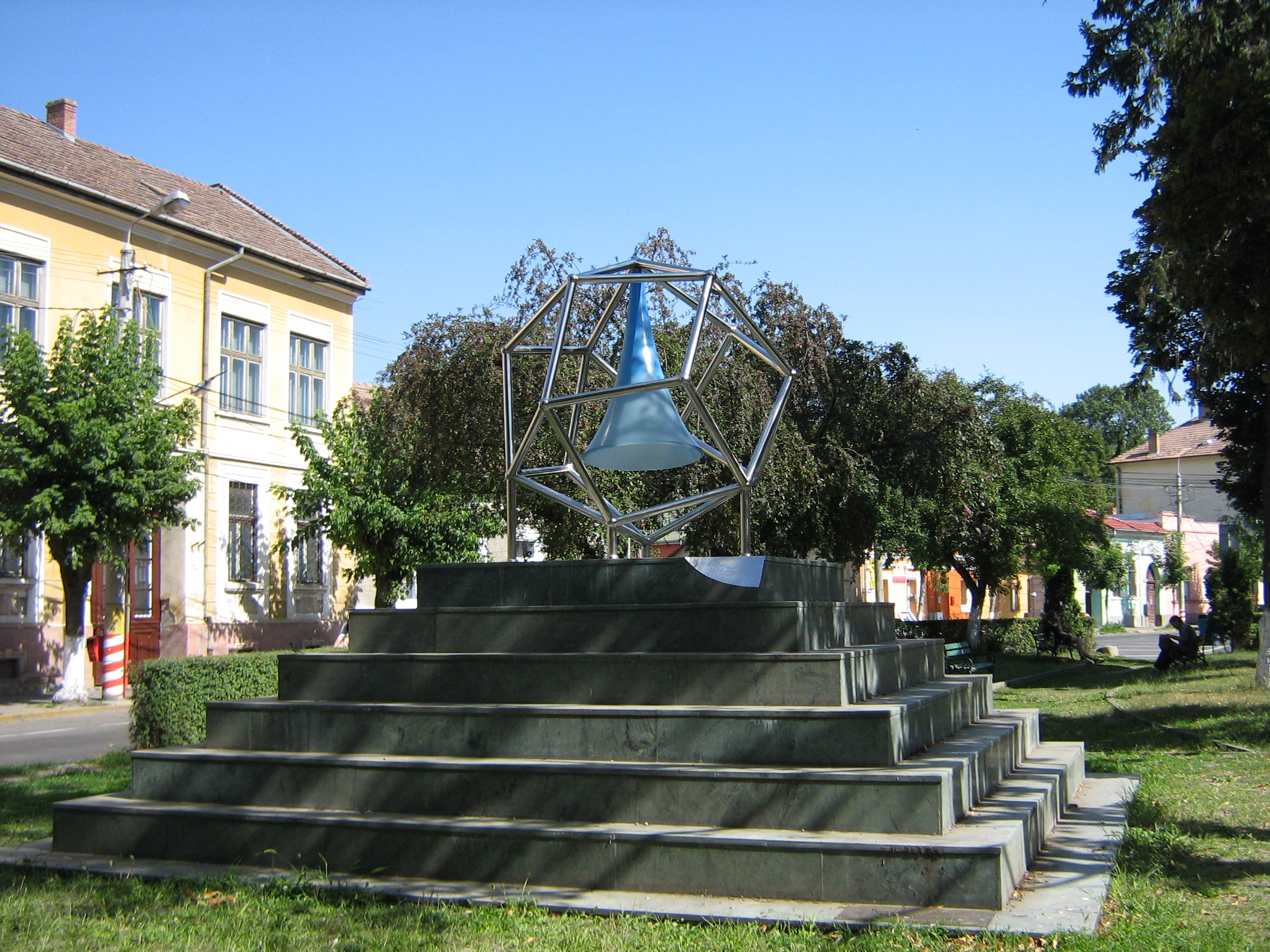
Pszeudoszféra a Bolyai téren

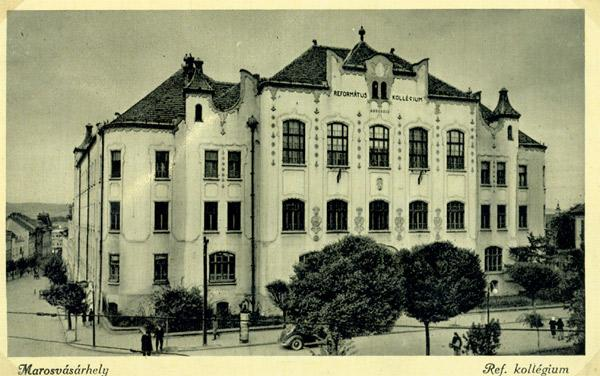
A református kollégium

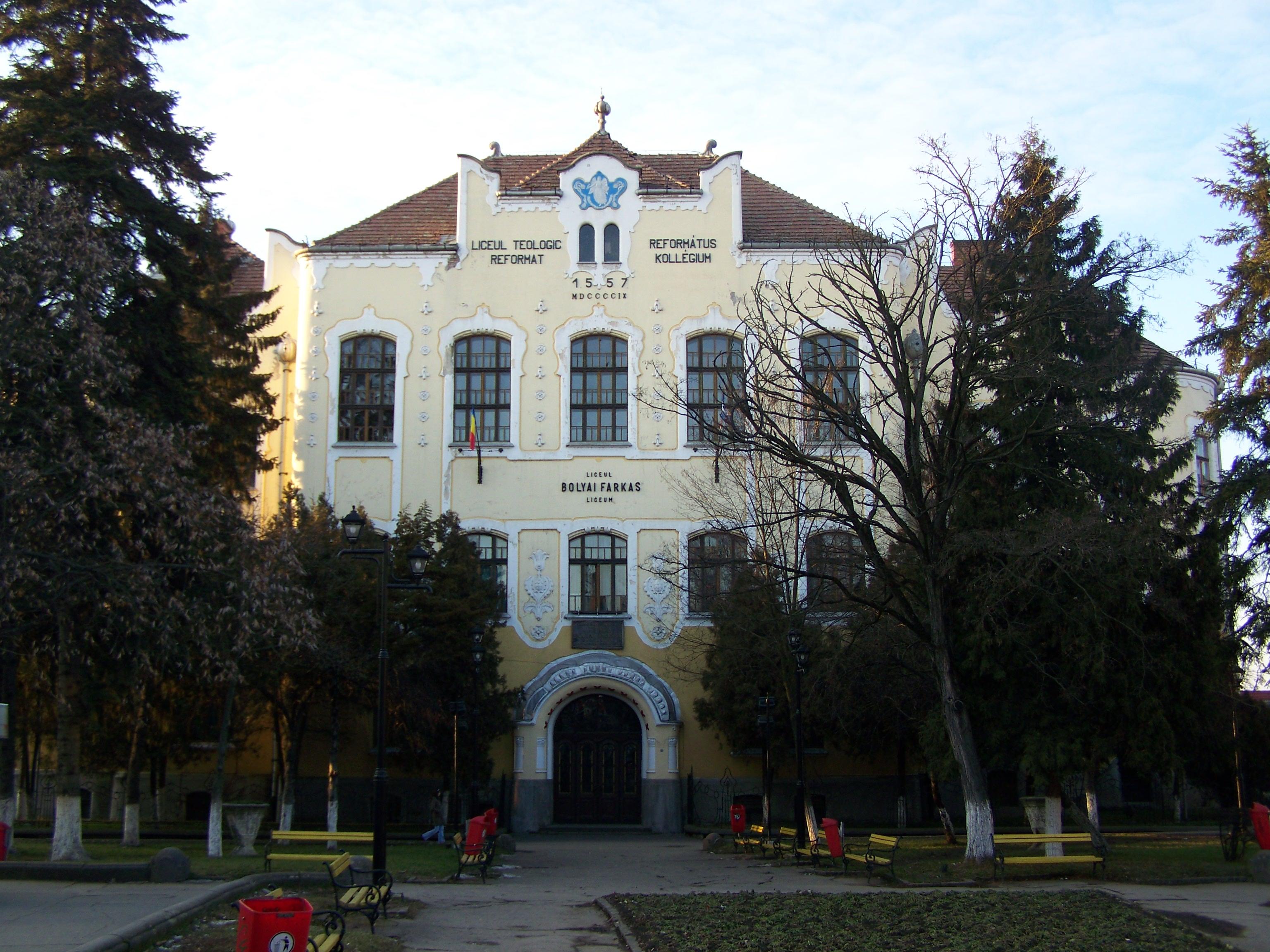
Bolyai Farkas Líceum

Emléktábla a Vársétány egyik házán, amelynek közelében állhatott Bolyai János egykori lakhelye

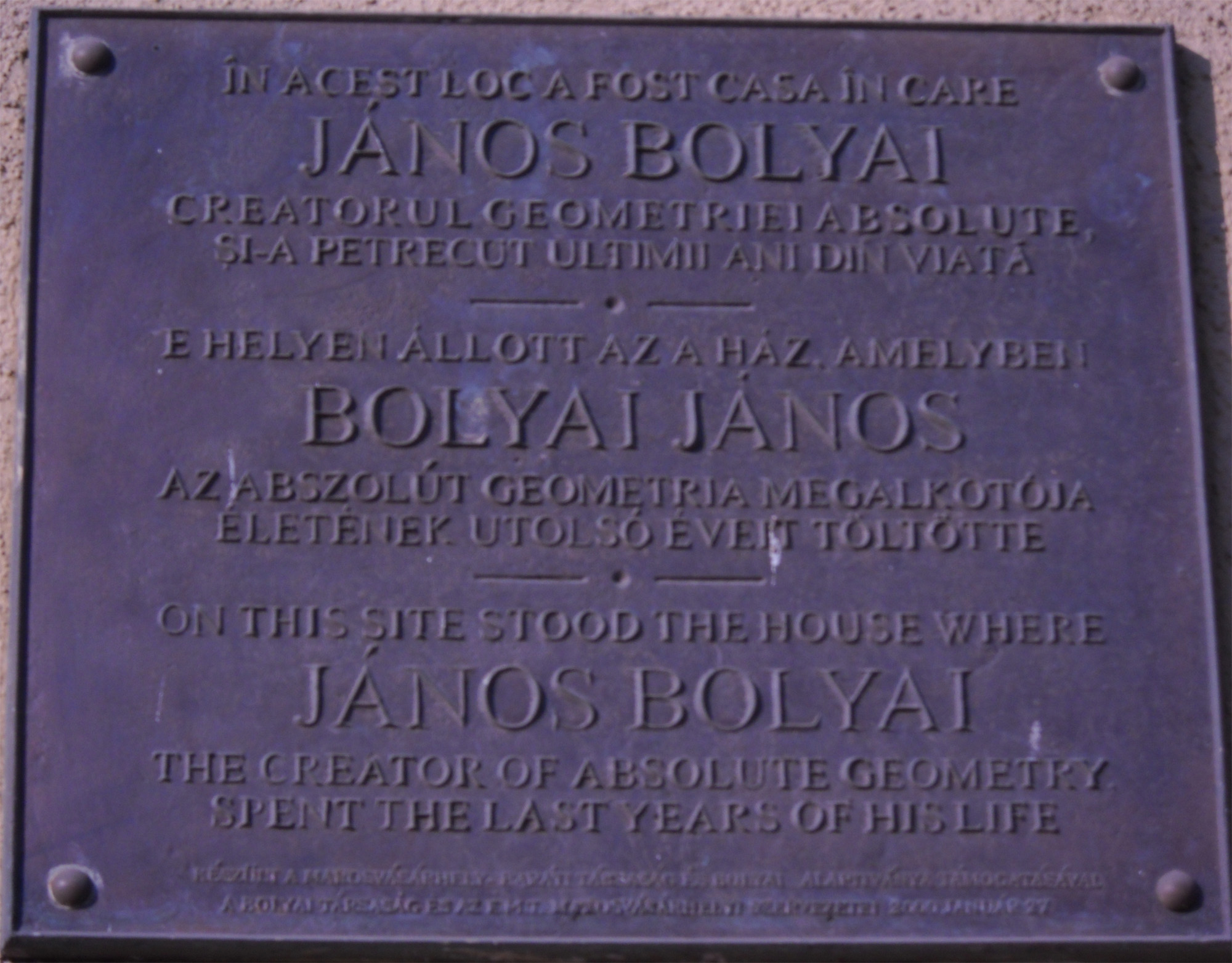
Emléktábla Bolyai János utolsó lakhelyén

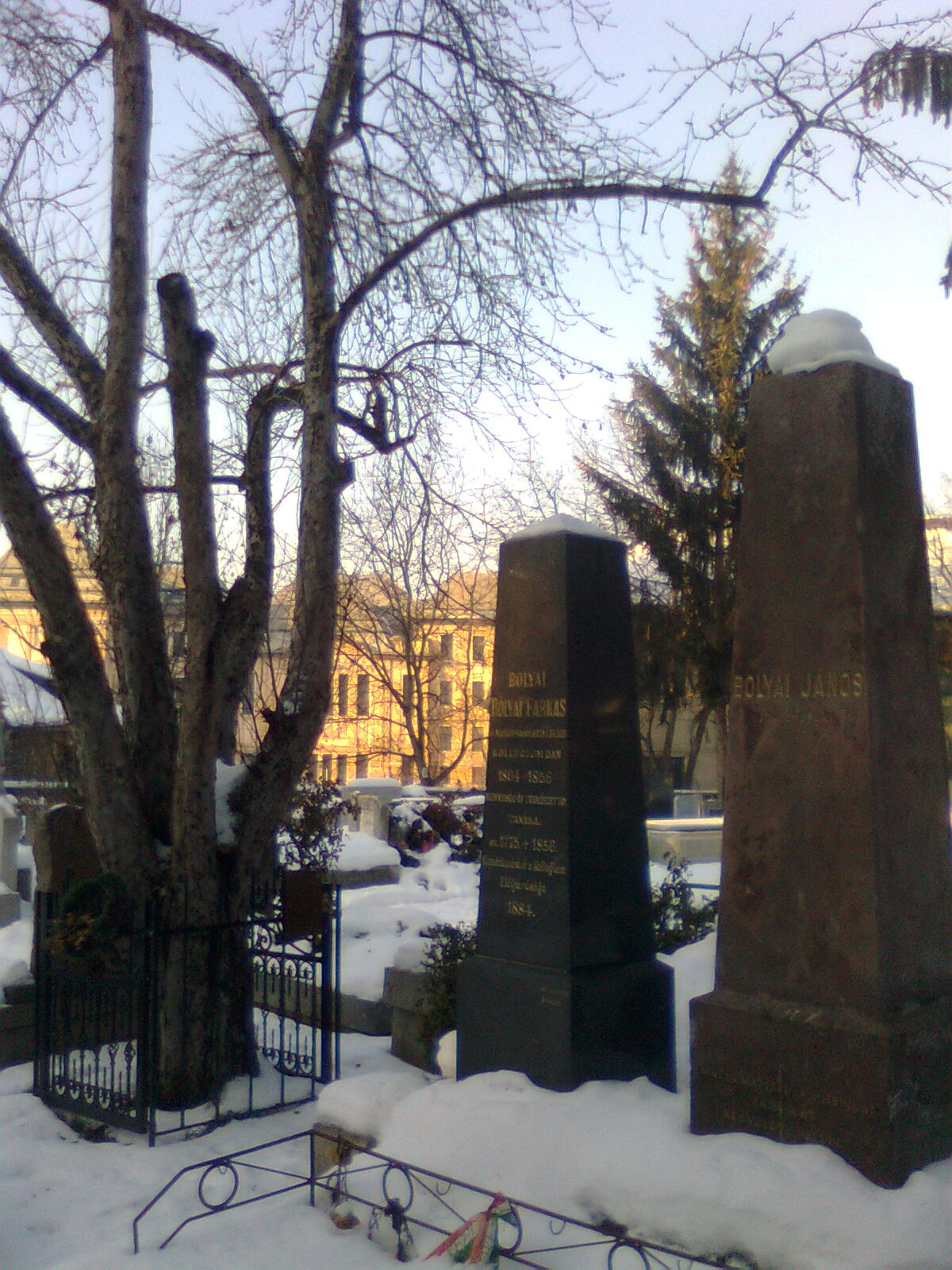
A két Bolyai közös síremléke

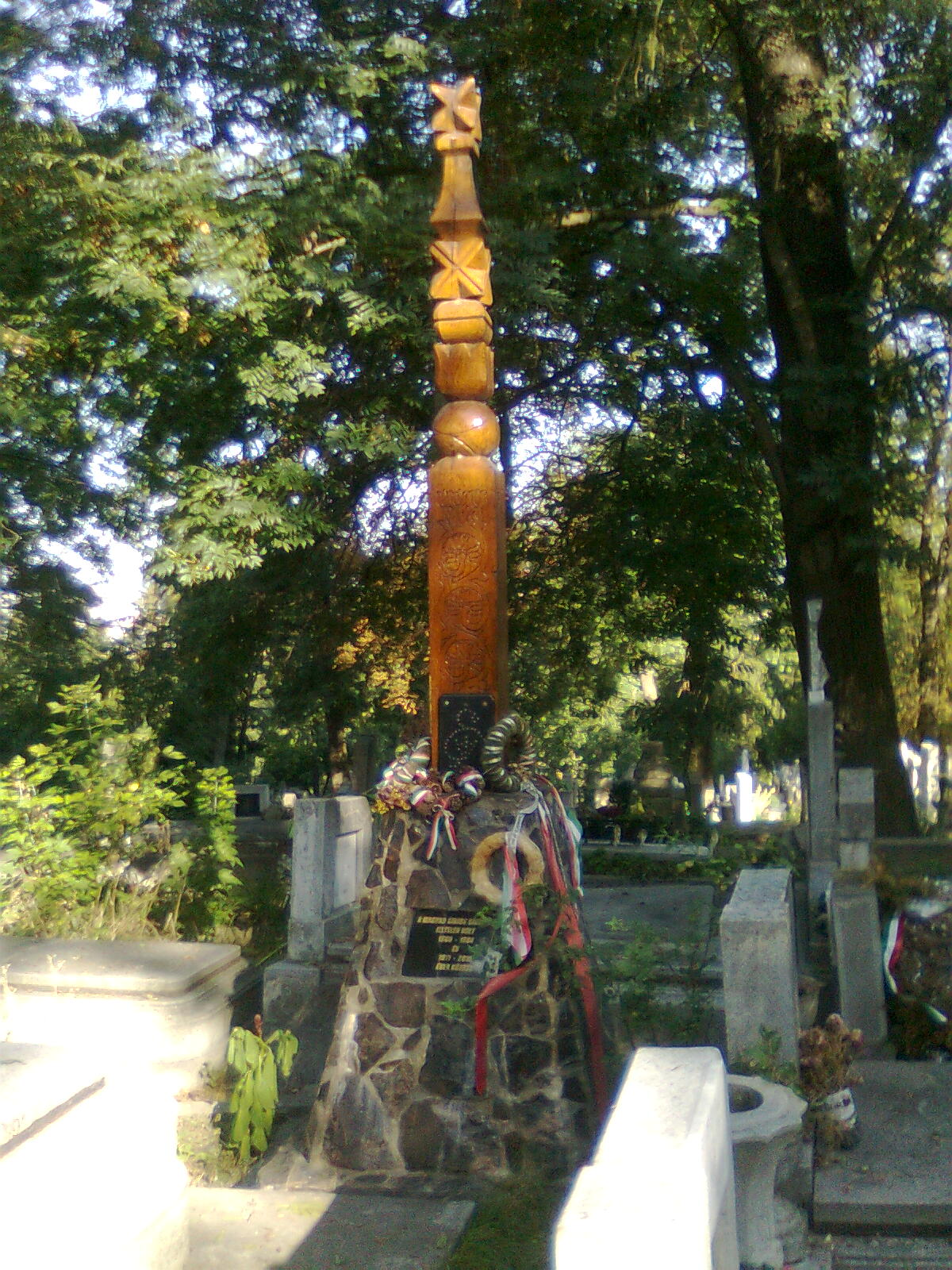
Kopjafa Bolyai János eredeti sírhelyén

Hiperbolikus napóra Bolyai János tiszteletére a Nyár utcában

Két szobor Bolyai János emlékére a megyei kórház előtti parkban

Bolyai-park a Sapientia EMTE marosvásárhelyi karán

Izsák Márton és Csorvássy István a két Bolyait ábrázoló alkotását 1957. szeptember 8-án leplezték le a református kollégium (ma Bolyai Farkas Líceum) előtt. Ma a város egyik szimbóluma ez a szoboregyüttes. 2000 szeptemberében a Bolyai Farkas Líceum udvarán két mellszobrot avattak, egyik Farkast, a másik Jánost ábrázolja. Mindkettő Miholcsa József alkotása. A líceum épületében (amely ma az újjáalakult református kollégiumnak is helyet ad) a tanári szoba előtti folyosón két bronztábla hirdeti, hogy Bolyai Farkas professzora, Bolyai János pedig diákja volt az iskolának. 2002 nyarán a líceum dísztermét Bolyai Jánosról nevezték el.
A kollégium közelében, a Bolyai téren található a híres Teleki–Bolyai Könyvtár, amelyben sok könyvritkaság található és Bolyai János kéziratos hagyatéka is. 1937-ben Bolyai Múzeum nyílt Marosvásárhelyen a Református Kollégiumban. Ezt költöztették át 1955-ben a Teleki-téka épületébe, és azóta működik Teleki–Bolyai Könyvtár néven. Bolyai János, és apja is, gyakran látogatta az 1802-ben létesített könyvtárat, szívesen időzött benne. Itt szereztek tudomást arról, hogy megjelent Lobacsevszkij könyve a nemeuklidészi geometriáról, és meg is rendelték. 1853-ban, egy olyan időszakban, amikor éppen nem voltak beszélő viszonyban, Bolyai Farkas ezt írta fiának: „Kedves fiam! Látván a minap, milyen messze tartod az írást, küldök egy okulárt, próbára: ha jó, tartsd meg. A Teleki tékában kedvesen lehet elálmodni az alig kiállható kedvetlen életet.”
A Sapientia Erdélyi Magyar Tudományegyetem koronkai épületének előcsarnokában helyezték el Bolyai János mellszobrát, amely Berek Lajos, a Zrínyi Miklós Nemzetvédelmi Egyetem tanárának alkotása. 2016. május 7-én a szobor kikerült az egyetem épülete elé, öt kopjafa kíséretében. A kis Bolyai-park kopjafái Bolyai János apai női felmenőinek állítanak emléket.

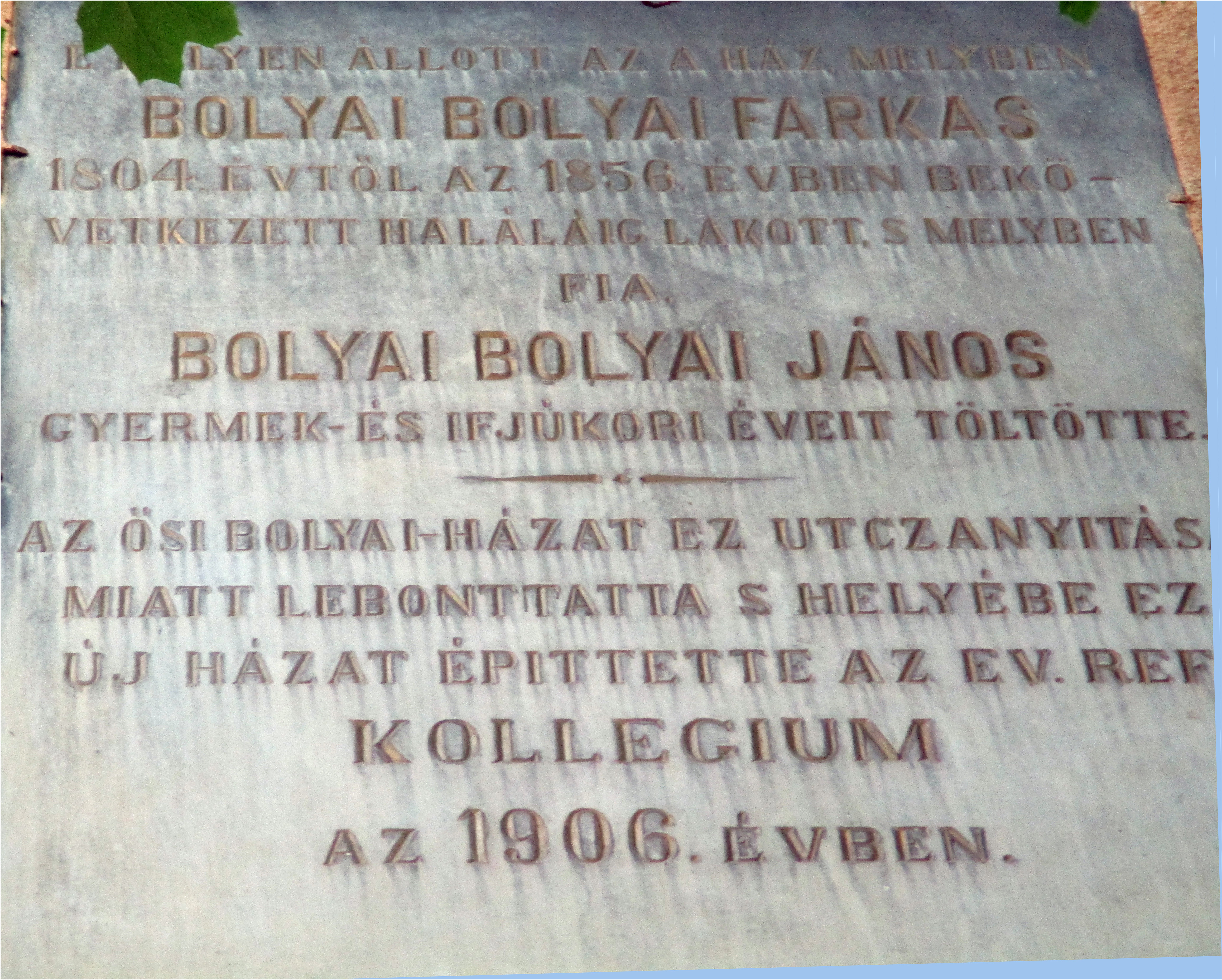
Emléktábla a Köteles Sámuel utcában

A Köteles Sámuel utcában, a minorita templommal szemben található az a ház, amelynek helyén egykor a Bolyaiak lakóháza állott. Ezt a tényt egy 1906-ban elhelyezett emléktábla jelzi. Bolyai Farkas 1804-től haláláig, 1856-ig lakott itt; Bolyai János pedig itt töltötte gyermek- és ifjúkorát.
A Kultúrpalota homlokzatán, többek között megtalálható Bolyai Farkas és Bolyai János arcképmása is. Erről az ábrázolásról azt tartják, hogy valószínűleg a leghitelesebb, hiszen egyetlen olyan alkotás, amelynek készítésekor még éltek olyan emberek, akik személyesen ismerték Bolyai Jánost.
Marosvásárhely 2002. december 15-én egy új, hatásos emlékművel gazdagodott, amely méltó Bolyai János újító elméletéhez. A nagy matematikus születésének 200. évfordulóján, a Bolyai téren felavatták a Pszeudoszférának nevezett köztéri szobrot. Az emlékmű állításának kezdeményezője Csegzi Sándor alpolgármester, tervezője Horváth Sándor matematikus. Az emlékmű érdekessége, hogy minden év november 3-án pontban délben, amennyiben derűs az ég, egy tükörrendszer segítségével a Nap megvilágítja a talapzatra írt híres sorokat: Semmiből egy új, más világot teremtettem, amelyet János 1823. november 3-án írt apjának, és amely híres abszolút geometriájának megszületését jelentette.
2000. január 27-én Bolyai János halálának 140. évfordulóján Csegzi Sándor alpolgármester és a Budapesten székelő Marosvásárhelyi Társaság Bolyai Alapítványa támogatásával egy magyar–román–angol nyelvű bronztáblát helyeztek el annak a háznak a falán, a katolikus temető bejáratával szemben, amelynek helyén lévő alacsony, zsindelyfedeles lakásban töltötte Bolyai János életének utolsó éveit. Ez a Kőrösi Csoma Sándor utcai épület egyben a Bolyai János Tudomány és Technika Háza is, amelyet az EMT marosvásárhelyi fiókszervezete tart fenn.
Bandi Árpád nyugalmazott matematikatanárnak köszönhetően Marosvásárhely még két Bolyai-emlékkel gazdagodott. 2010 januárjában, Bolyai János halálának 150. évfordulóján ismét megjelölték a nagy matematikus első sírhelyét, ahol 1860 és 1911 között nyugodott, 1894-ig jelöletlen sírban. Az 1894-ben állított sírkövet Bolyai János hamvaival együtt 1911-ben áthelyezték apja, Bolyai Farkas sírja mellé, a református temető bejáratához közel. A régi sírhelyen 2010 óta egy kopjafa emlékeztet arra, hogy itt volt az eredeti sírhely. A kopjafa mellől a távolban éppen a református kollégium épülete látható.
2010 őszén, amikor Budapesten és Marosvásárhelyen nagyszabású konferenciát szerveztek Bolyai 150 néven, a Vársétány egyik házára emléktábla került. Ennek a háznak a környékén állott annak idején az a szerény ház, amelyet Bolyai János Orbán Rózáliánnak vásárolt, és ahol néhány évig együtt is laktak. Szétválásuk után Orbán Rozália itt élt tovább gyermekeivel.
2001-ben a Bolyai-emlékév keretében Marosvásárhelyen Bolyai Alkotótábort indítottak, teret biztosítva a különböző műfajokban dolgozó művészek alkotói megnyilvánulására. Azóta az évente megszervezendő táborban több mint 150 művész vett részt. Több, itt született alkotás azóta köztérre került. A megyei kórház előtti parkban Mureşan Gheorghe A geométer trónusa és Benedek József Forrás című munkáit sikerült köztéri emlékművé emelni. Diénes Attila szobrászművész alkotását a Nyár utcai kis parkba helyezték. Ez az emlékmű is a Bolyai Alkotótáborban készült és a Hiperbolikus napóra címet viseli.

### Kolozsvár

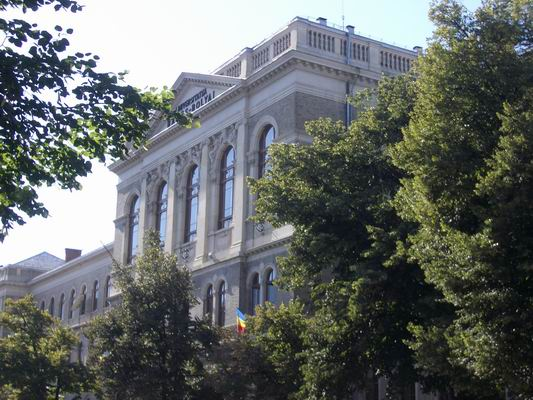
A BBTE épülete

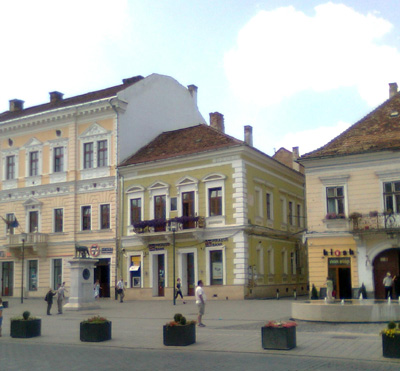
Bolyai János szülőháza

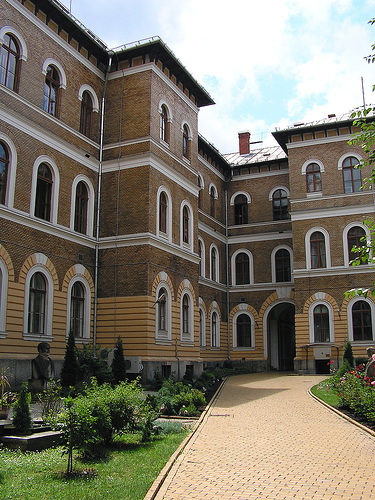
A BBTE belső udvara, ahol Bolyai János szobra is található

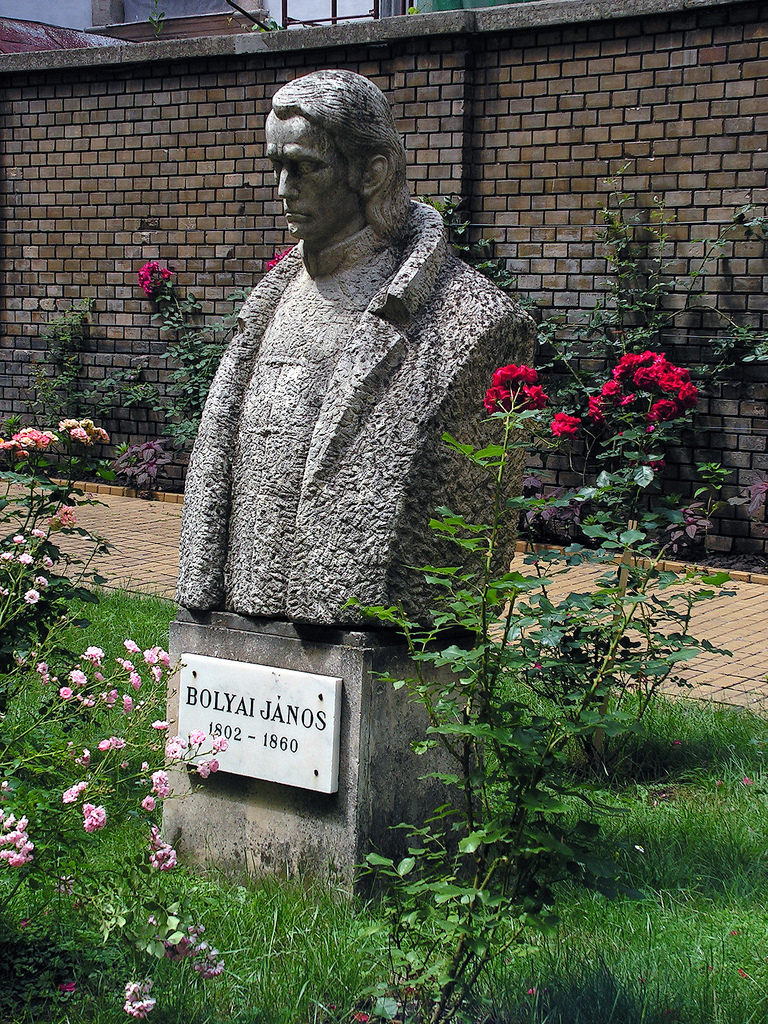
Bolyai János szobra a BBTE udvarán

Bolyai János Kolozsváron született nagyszülei házában, amely a Bolyai és a Deák Ferenc utcák találkozásánál van. A szülőház csak az 1902-es százéves évfordulóra készülődve vált ismertté. Ezen a házon ma két emléktábla is emlékeztet nagy matematikusunkra. Egyik 1903-ban került az épületre, a másik pedig 1952-ben. Ez utóbbi kétnyelvű (román és magyar). Az első emléktábla Bolyai Jánost a magyar Euklidesnek nevezi, a második pedig, a kor divatszavát használva, haladó gondolkodónak.
A Babeș–Bolyai Tudományegyetem Farkas utcai főépületének belső udvarán megtalálható mindkét névadó, Victor Babeş és Bolyai János mellszobra. (Mára már elhalványult az a gondolat, hogy annak idején a Bolyai Tudományegyetem nevében azért szerepel csak a Bolyai név, mert nemcsak Jánosra, hanem Farkasra is gondoltak a névadáskor. És talán Farkasra még inkább, hisz ő nemcsak matematikus volt, hanem drámákat és verseket is írt, tehát jogosultabb lett volna arra, hogy egy széles tudományterületet átfogó egyetem a nevét viselje.)
Bolyai János mellszobrát Vetró Artúr készítette. Egy hasonló mellszobor, amely szintén az ő munkája, a temesvári egyetem udvarán található.
Kolozsváron székel a Bolyai Társaság, amely nevében és céljaiban is az egykori egyetemre emlékeztet, de közvetve mindkét Bolyaira is.

### Temesvár

Bolyai János szobra Temesváron

Ötnyelvű emléktábla Temesváron

Toró Tibor fizikus, akadémikus, Bolyai-kutató kitartó harcának köszönhető, hogy Temesvár fontos Bolyai-emlékhellyé vált az 1989-es változások utáni két évtizedben.
1993. november 3-án Bolyai János híres temesvári levele keltezésének 170. évfordulóján, Toró Tibor kezdeményezésére ötnyelvű emléktáblát lepleztek le Temesváron. A táblát annak a háznak a falán helyezték el, ahol Bolyai dolgozott, és ahonnan tudatta apjával, hogy a semmiből egy új, más világot teremtett. Az utcát pedig, ahol ez a ház áll, azóta Bolyai János utcának nevezik.
Jecza Péter alkotása három részből áll: egy, Bolyai János arcképét ábrázoló, bronz dombormű, alatta szintén bronzba öntött tábla, amely az abszolút geometria alapképletével és a hozzá tartozó geometriai ábrával együtt az 1823. november 3-i felfedezés pillanatát jelképezi. Ezután következnek román, magyar, német, szerb (a Temesváron beszélt nyelvek) és angol nyelven a felfedezés jelentőségét rögzítő bronztáblák. Az egész emlékmű magassága mintegy két és fél méter.

Emléktábla a nagyváradi Partiumi Keresztény Egyetemen Bolyai János emlékére

A tábla magyar nyelvű szövege: "Semmiből egy új, más világot / teremtettem" / Ezekkel a szavakkal adta hírül / Bolyai János Temesvárról / 1823. november 3-án / az első nemeuklideszi geometria / alapképletének felfedezését.
Öt évvel később, 1998-ban, a temesvári levél 175. évfordulóján a Temesvári Nyugati Tudományegyetem egyik szép belső udvarán Bolyai János-mellszobrot avattak, Vetró Artúr kolozsvári szobrász alkotását. A szoboravatáson Babits Bolyai-szonettjét öt nyelven szavalták.

### Nagyvárad
2012 januárjában megvalósult Toró Tibor fizikus álma, és Bolyai-emléktábla került a Partiumi Keresztény Egyetem belső falára. Az emléktábla készítője Deák Árpád képzőművész.

### Arad
2009. december 12-én a Csiky Gergely Líceum épületében a budapesti Bolyai János Honvéd Alapítvány emléktáblát helyezett el annak emlékére, hogy Bolyai János 1826–1830 között az aradi várban hadmérnökként teljesített szolgálatot.

### Bólya (Szeben megye)

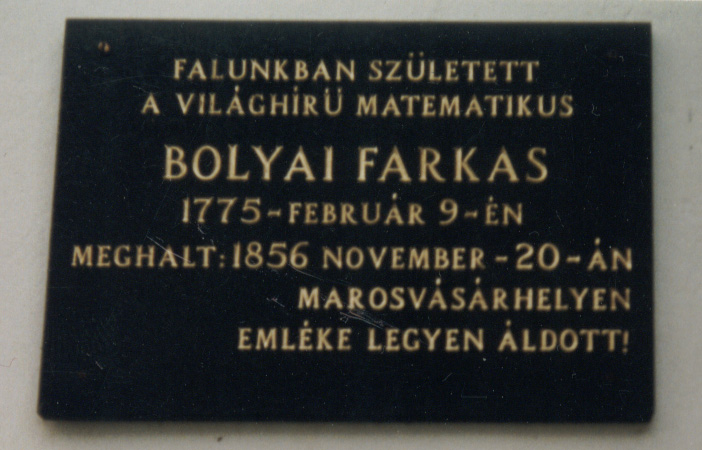
Emléktábla a bólyai plébánia falán (2002)

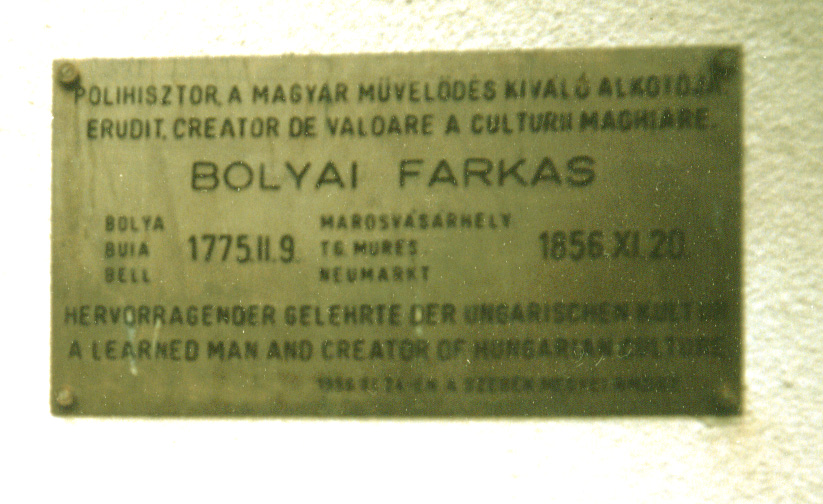
Négynyelvű emléktábla a bólyai római katolikus templom homlokzatán (1996)

Bolyai Farkas szobra Bólyában

Bolyai János szobra Bólyában

Bolyai Farkas Bólyában született 1775-ben, ez a család ősi fészke. A falu neve ma Bólya, de a Bolyaiak mindig o-val írták nevüket. A római katolikus plébánia épületében szerény Bolyai-kiállítás van, a külső falon pedig emléktábla arról, hogy Bolyai Farkas a falu szülötte. A templom homlokzatán négynyelvű tábla van 1996 óta Bolyai Farkas emlékére. A templom mellett Bolyai Farkas gyerekkori mellszobra (Árvai János katonaszobrász alkotása, 2008), az utcán pedig Bolyai János mellszobra (Ion Cândea képzőművész alkotása, 2002) található. Bolyai Farkas kőből készült szobrát a Bolyai János Honvéd Alapítvány adományozta Bólyának.

### Domáld (Maros megye)

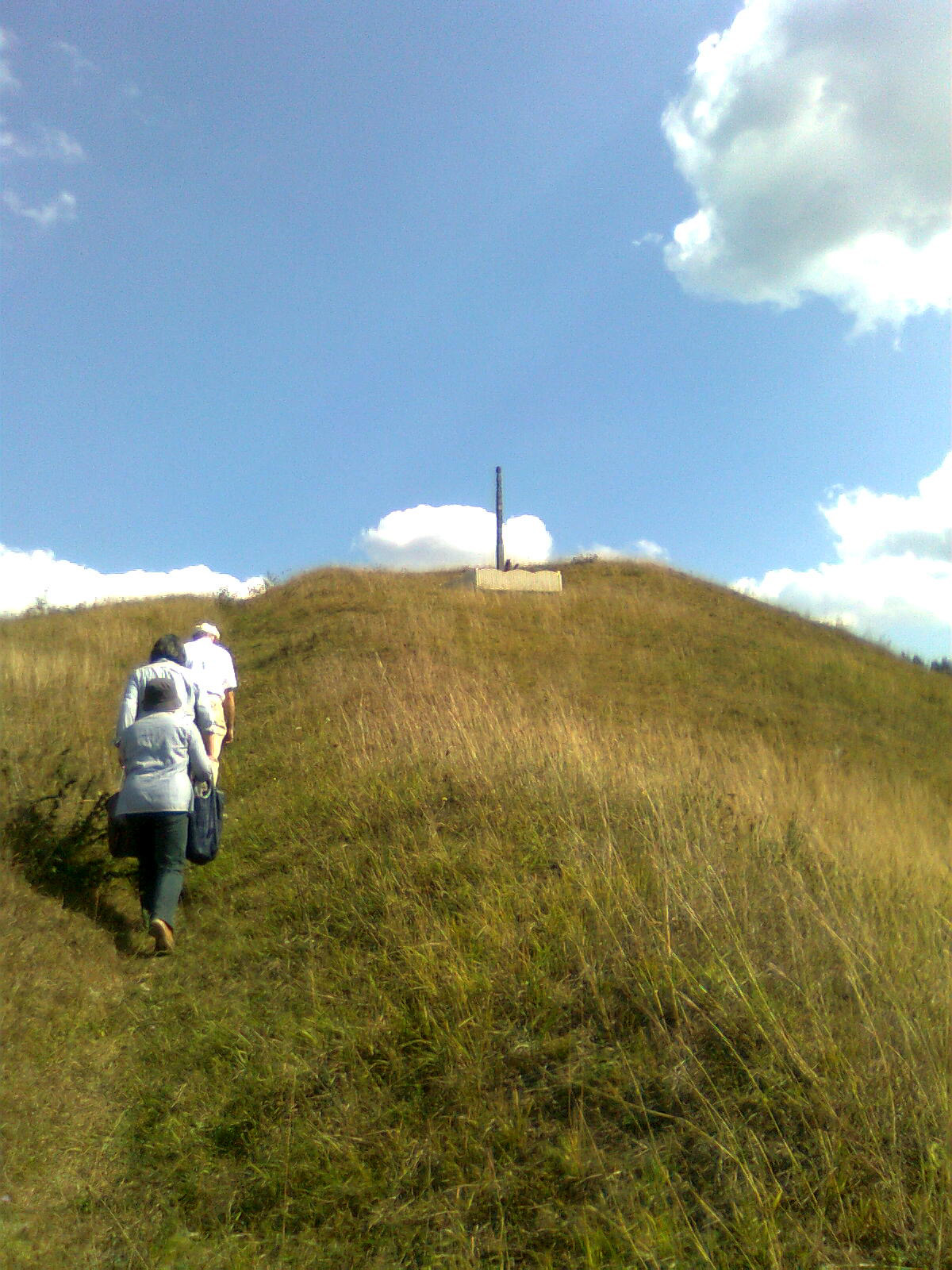
Zarándoklat Benkő Zsuzsánna domáldi kopjafás sírjához
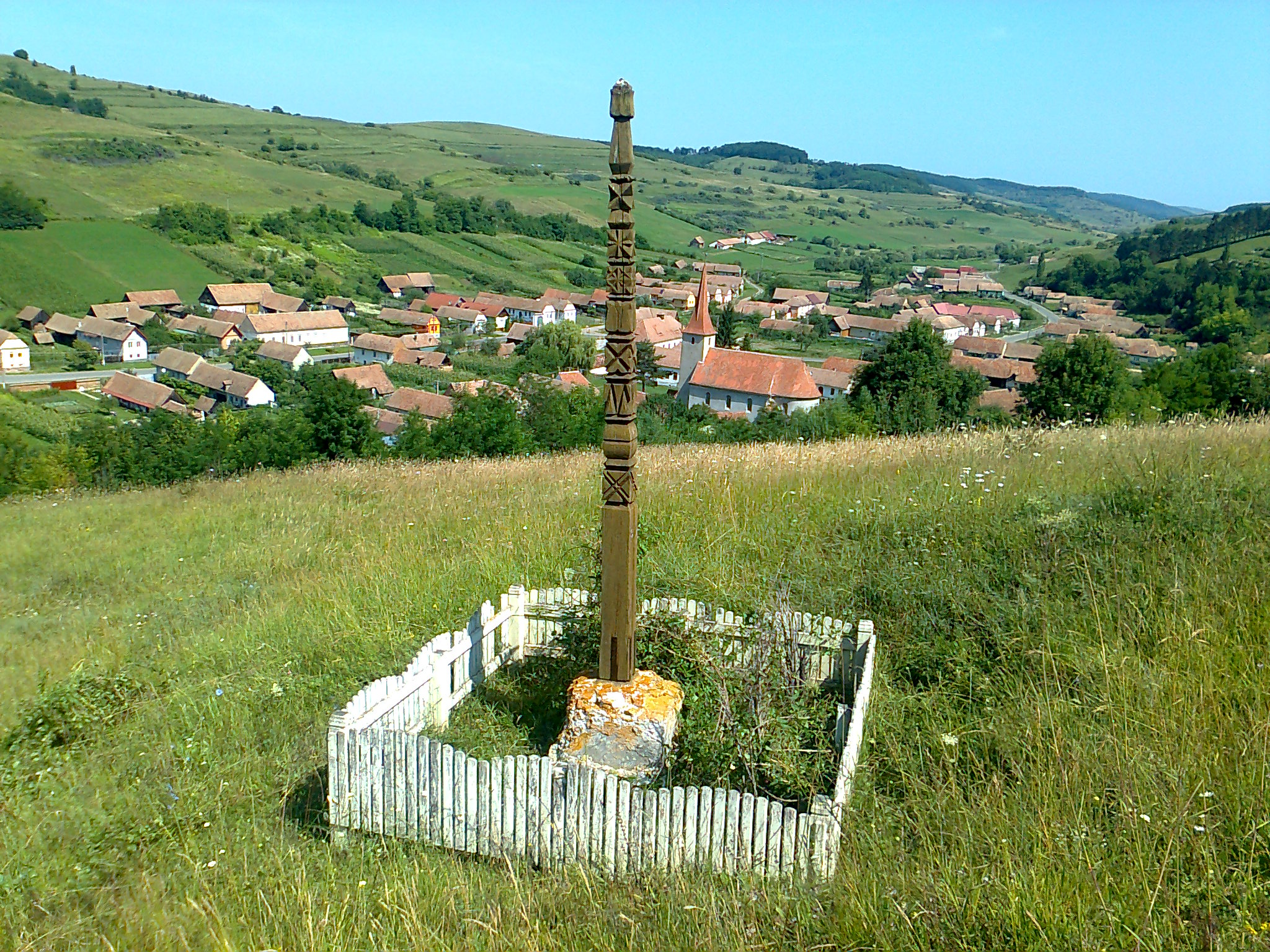
Domáld látképe a lutheránus templommal és a kopjafás  sírral
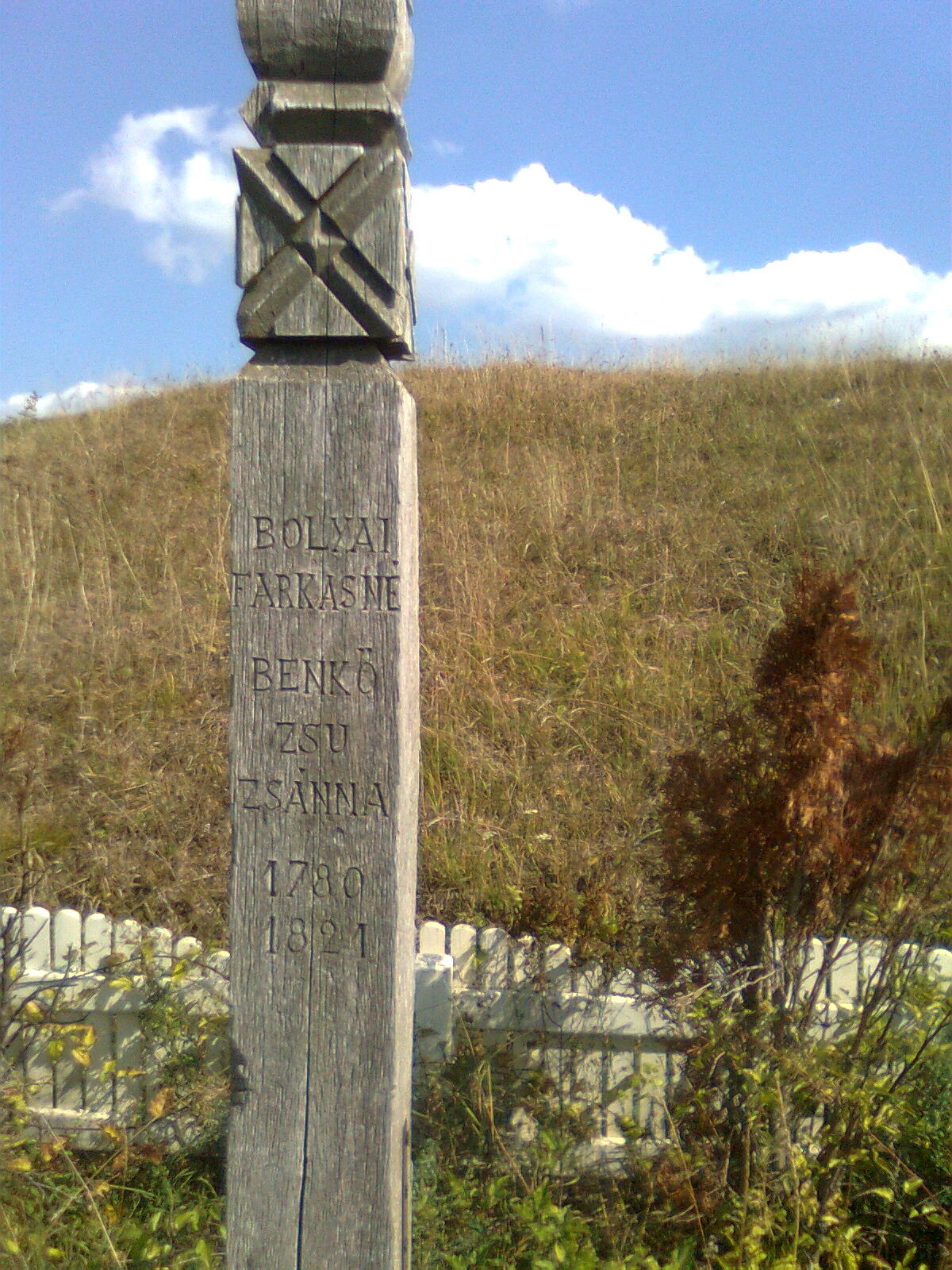
Bolyai Farkas felesége és Bolyai János édesanyja: Benkő Zsuzsánna sírja

Bolyai Farkas feleségével, Benkő Zsuzsánnával (1780–1821) Domáldon lakott 1801 és 1804 között, amikor beköltöztek Marosvásárhelyre, de később is több időt töltöttek itt. Benkő Zsuzsánna fiatalon halt meg, és kívánsága szerint Domáldra temették birtokuk kertjébe egy domboldalra. 1981 szeptemberében Weszely Tibor – a Bolyaiak Bolyai-díjas kutatója és tanítója – közbenjárásával sikerült egy kopjafát elhelyezni a feltételezett sírra. A kopjafát Illyés Ferenc fizikatanár székelykeresztúri diákjaival faragta.

### Apanagyfalu (Beszterce-Naszód megye)

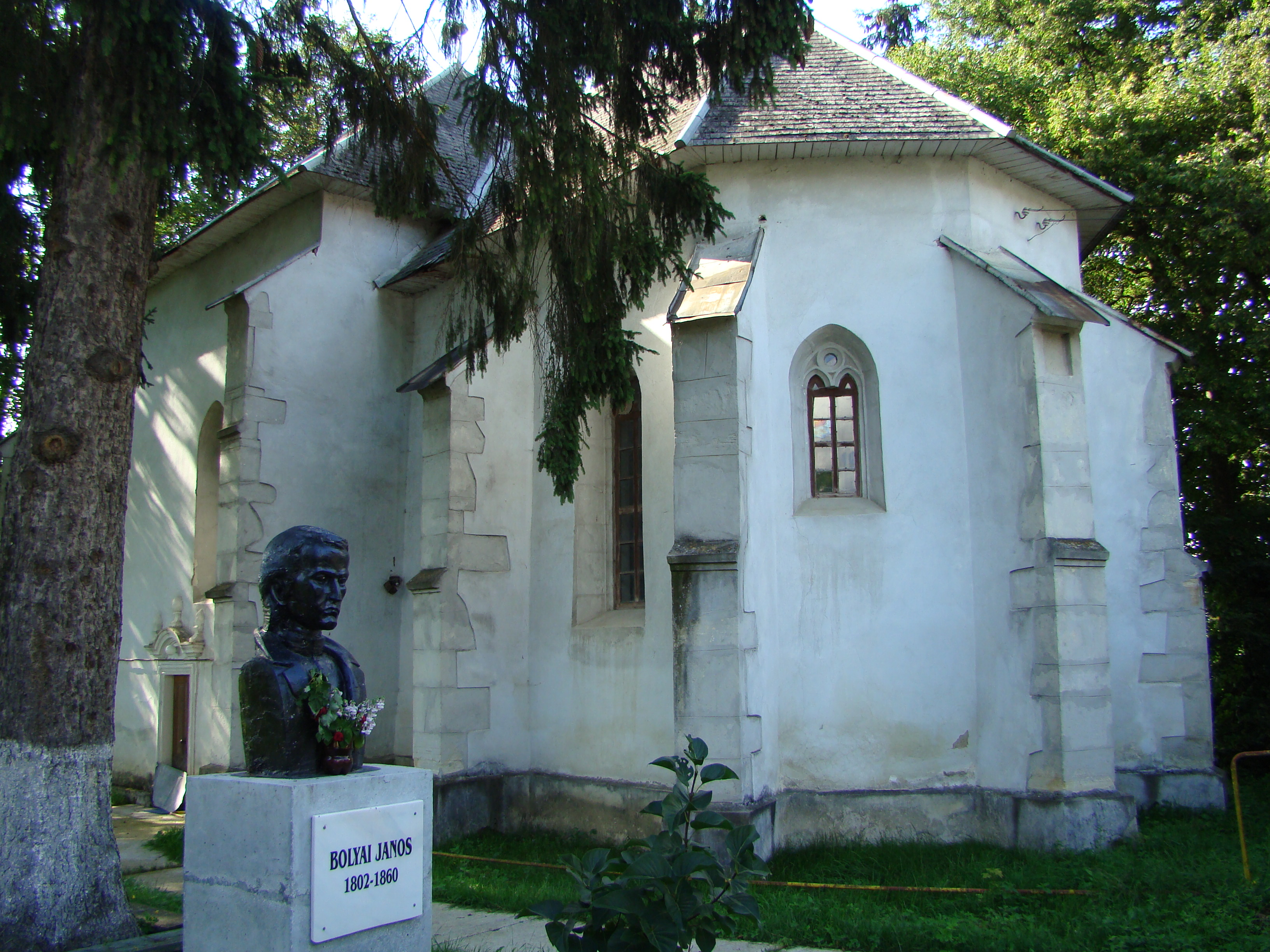
Bolyai János szobra Apanagyfaluban

A református templom mellett, egy magas talapzaton álló, Bolyai Jánost ábrázoló mellszobrot 2006-ban avattak fel. A szobor Vlad Prună szobrász munkája, az adományozó pedig Traian Gheorghe Dascăl orvos.
Bolyai Farkas anyai nagyanyja felmenői éltek Apanagyfaluban.

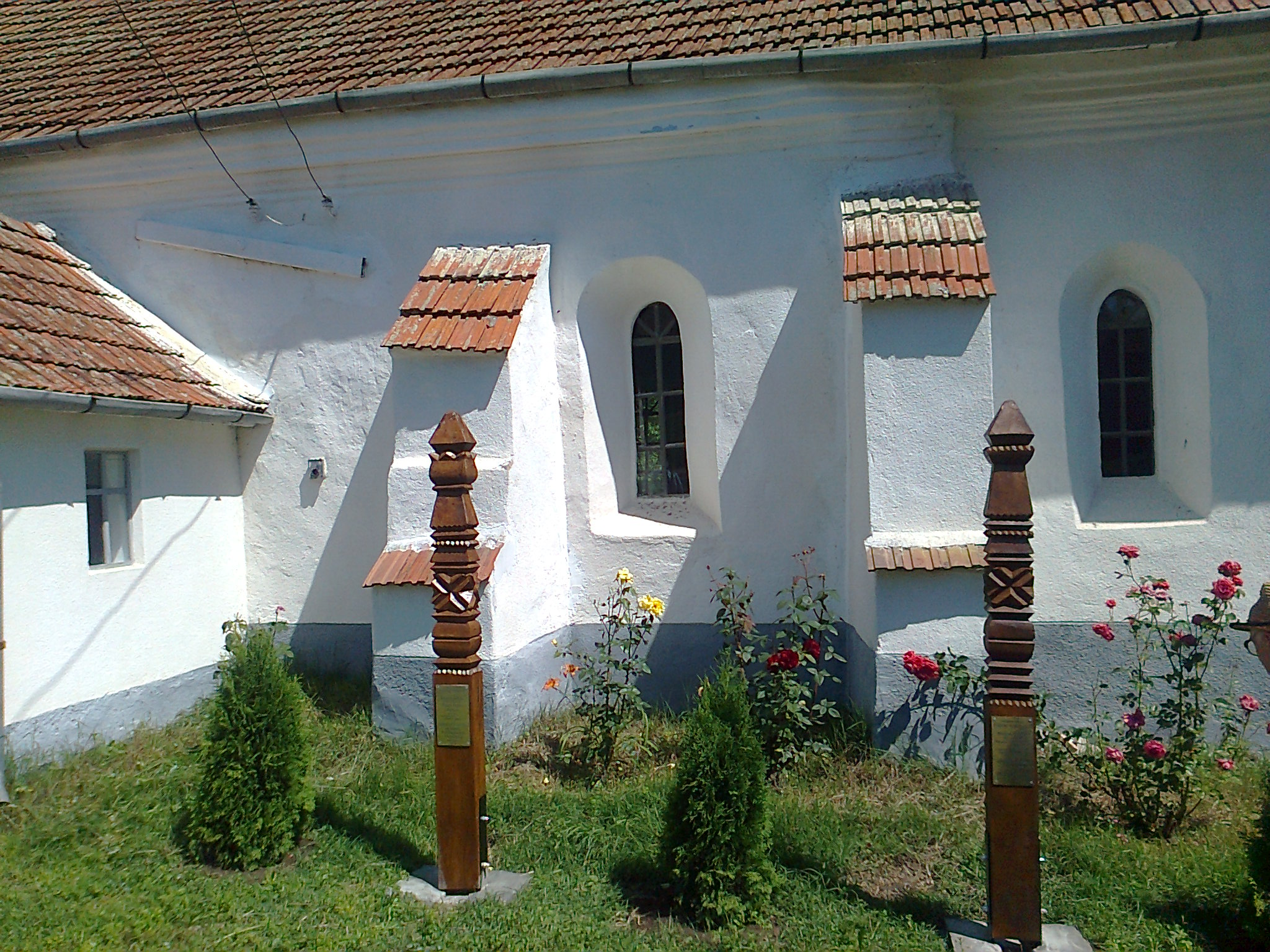
Kopjafák Magyarsülyében

### Magyarsülye (Fehér megye)
A református templom udvarán két kopjafa emlékeztet Pávai Istvánra (Bolyai Farkas dédapja) és Pávai Vajna Miklósra (Bolyai Farkas nagyapja) 2016. június 26-tól Bandi Árpád nyugalmazott matematikatanár jóvoltából.

### Páva

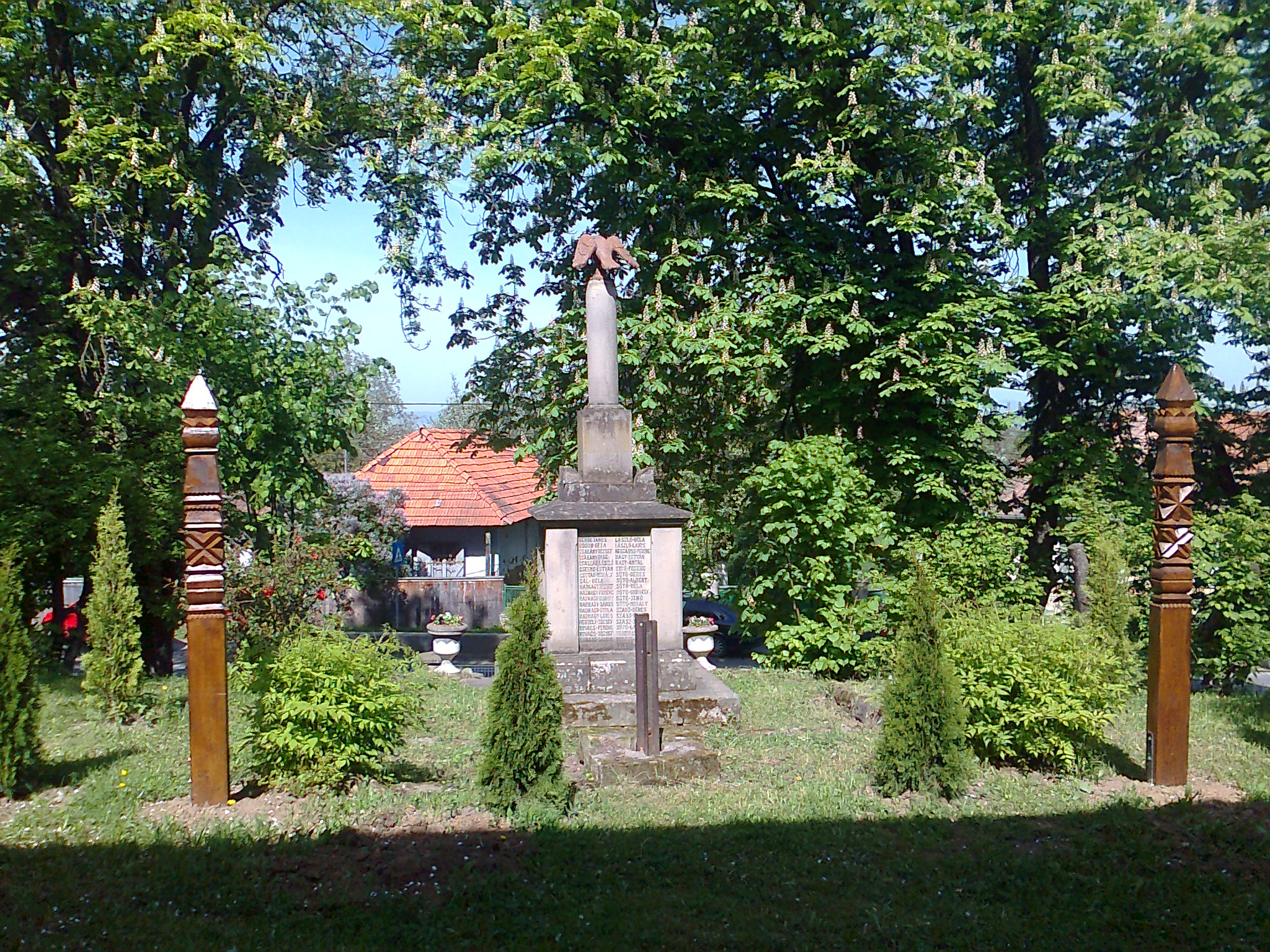
Kopjáfák Páván Bolyai János felmenői emlékére

Az iskola udvarán a hősök emlékműve mellett két kopjafa található, amelyet 2017. május 7-én avattak fel Bandi Árpád jóvoltából, I. Pávai István és Pávai Vajna Péter emlékére, akik Bolyai Farkas édesanyjának felmenői voltak.

### Melegföldvár

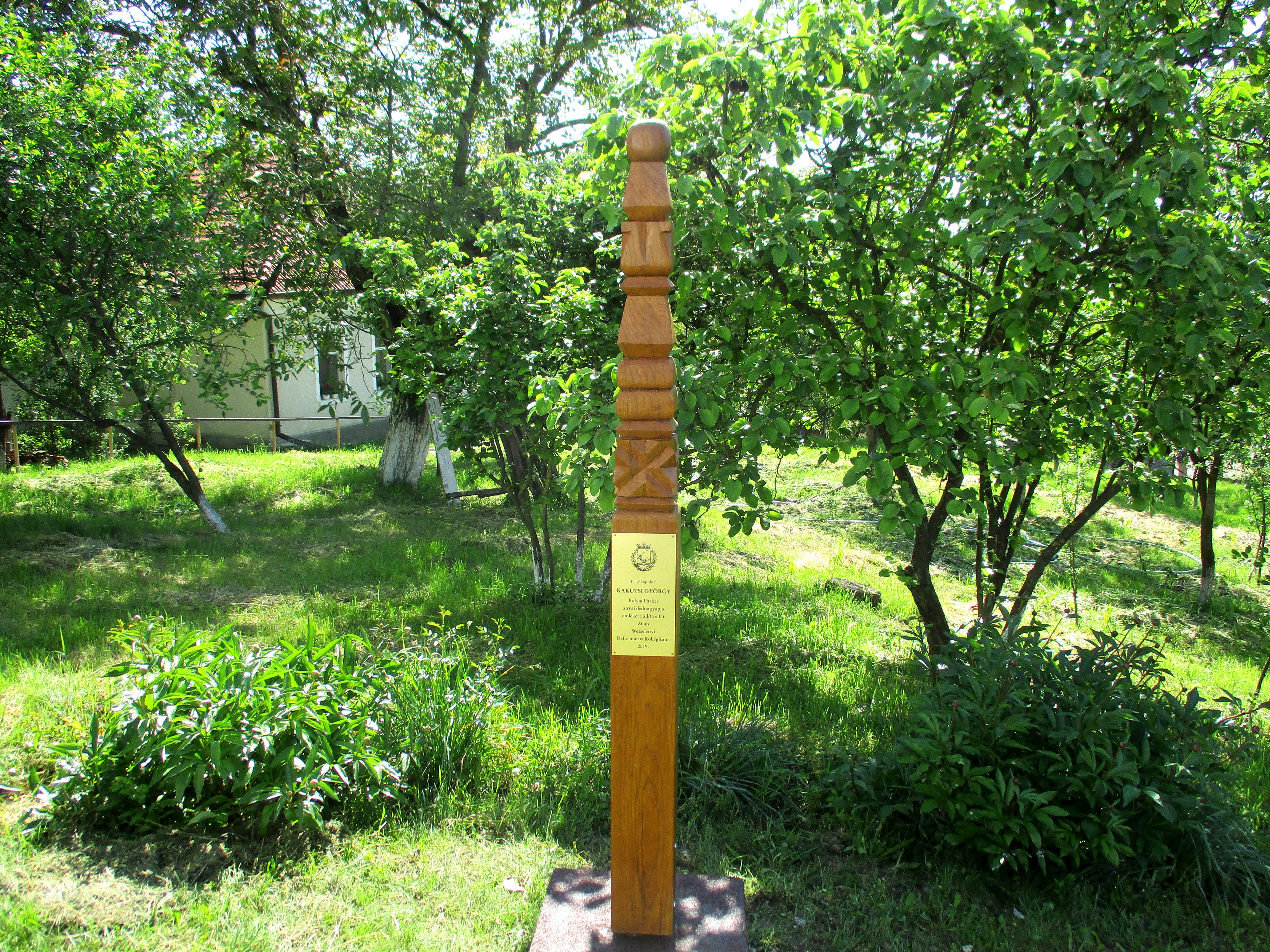
Kopjafa Melegföldváron Kakutsi György (Bolyai Farkas dédapja) emlékére

A felsőkápolnai Kakutsi György (Bolyai Farkas dédapja) emlékére 2019. május 20-án Bandi Árpádnak köszönhetően kopjafát avattak a református templom kertjében.

### Budapest

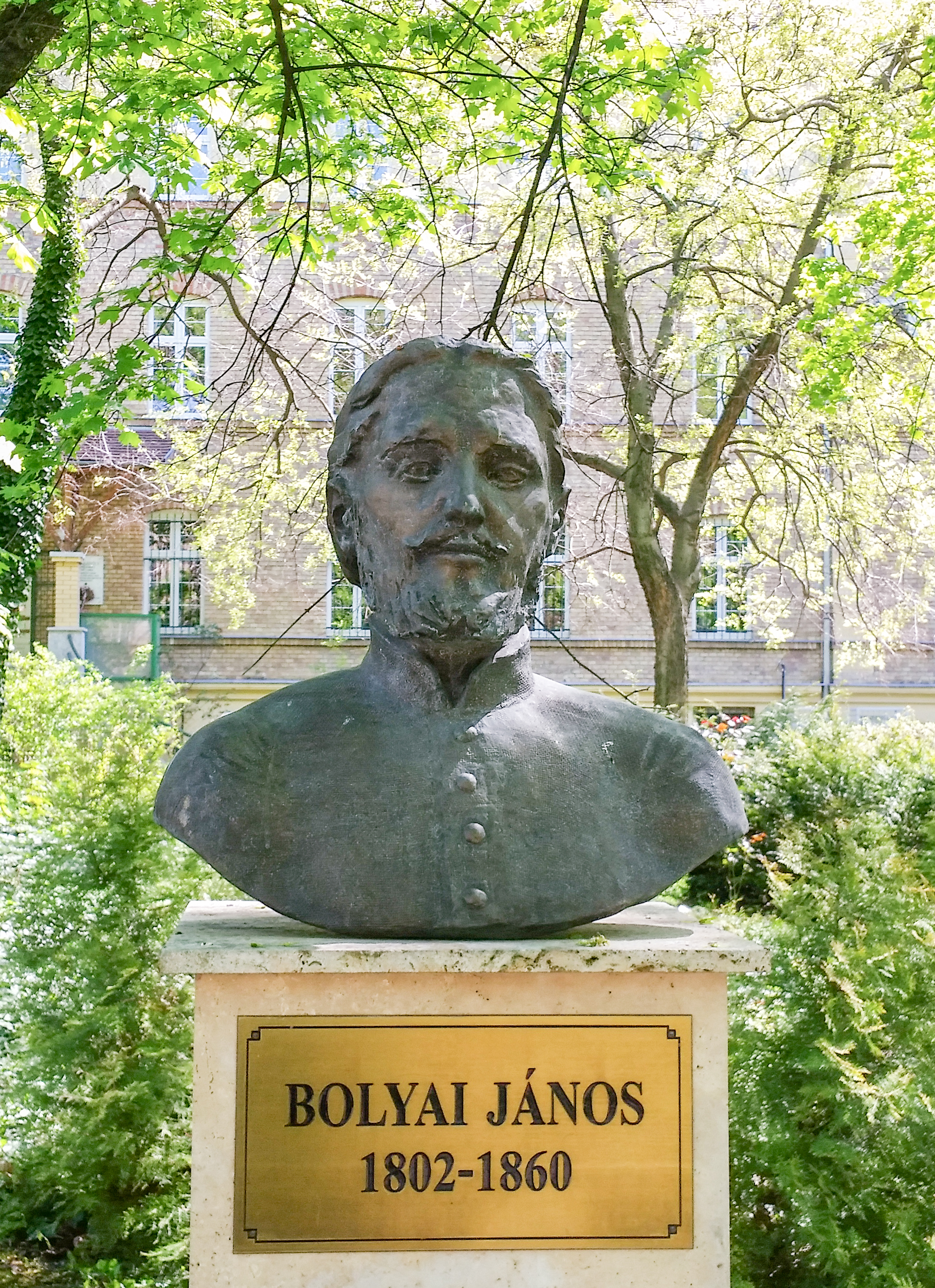
Bolyai János szobra a Zrínyi Miklós Nemzetvédelmi Egyetemen

Bolyai Jánosnak szobra van a Zrínyi Miklós Nemzetvédelmi Egyetem Hungária körúti kampuszán.
2002. december 11-től a Bolyai János Általános Iskolában (Budapest XIX., Árpád u. 14.) Bolyai Jánosnak tűzzománc portréja van (Hernádi Paula művésznő alkotása). Ugyanitt a marosvásárhelyi Bolyai-sírról származó pónyik almafát ültettek. 2002. december 15-én Budapesten, a Bolyai János Szakközépiskolában (Váci út 28. szám) felavatták a Bolyai János mellszobrát a pszeudoszférába ágyazva (Miholcsa József munkája).

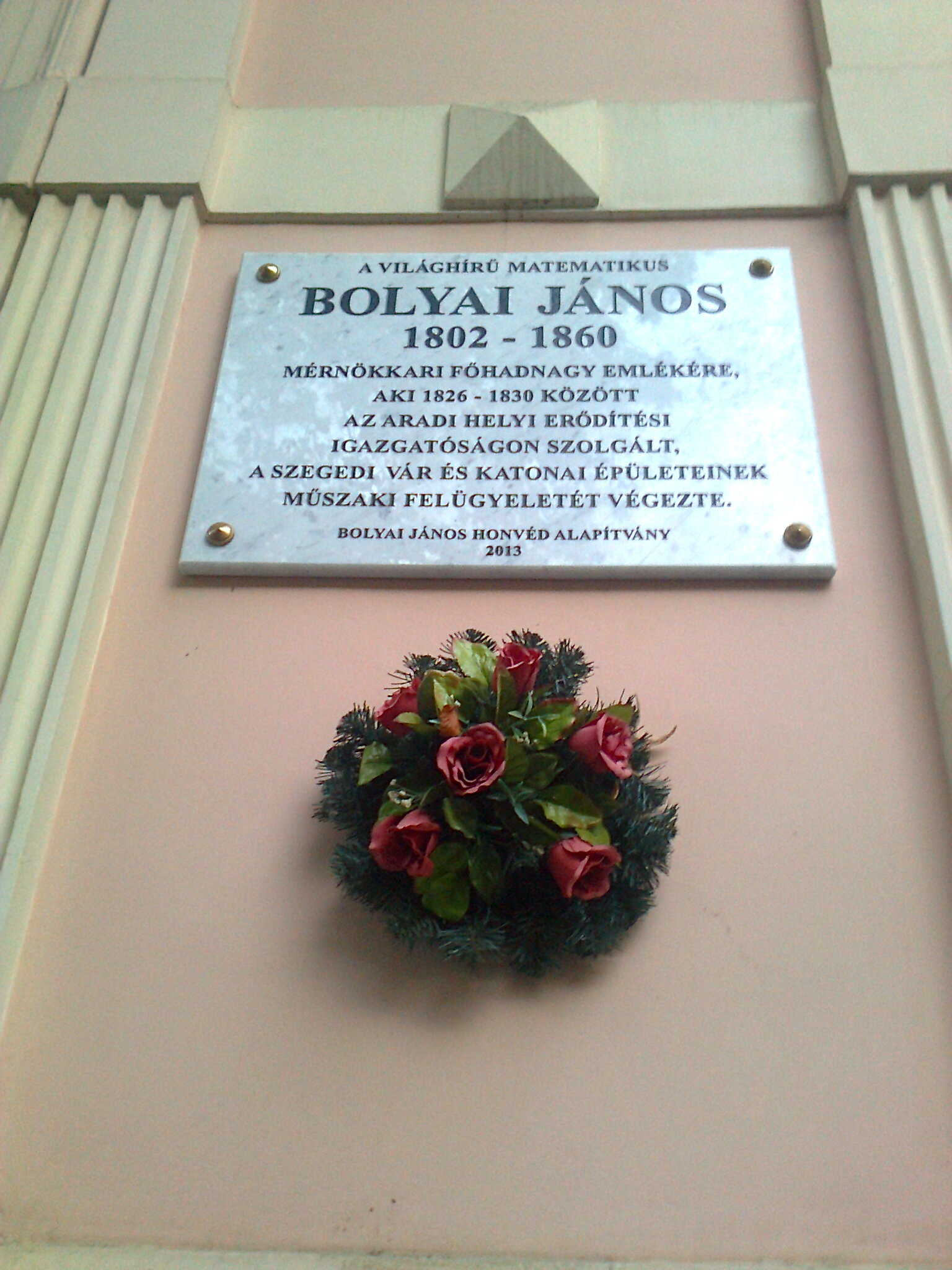
Emléktábla Szegeden a Bolyai János utcában

### Szeged
A szegedi egyetem matematikai tanszéke a Bolyai épületben helyezkedik el. Belépéskor balra Bolyai Farkas, jobbra Bolyai János életnagyságú szobra fogadja a látogatót. A Bolyai János utcában emléktábla hirdeti, hogy Bolyai János aradi tartózkodása idején a szegedi vár műszaki felügyeletét is ellátta.

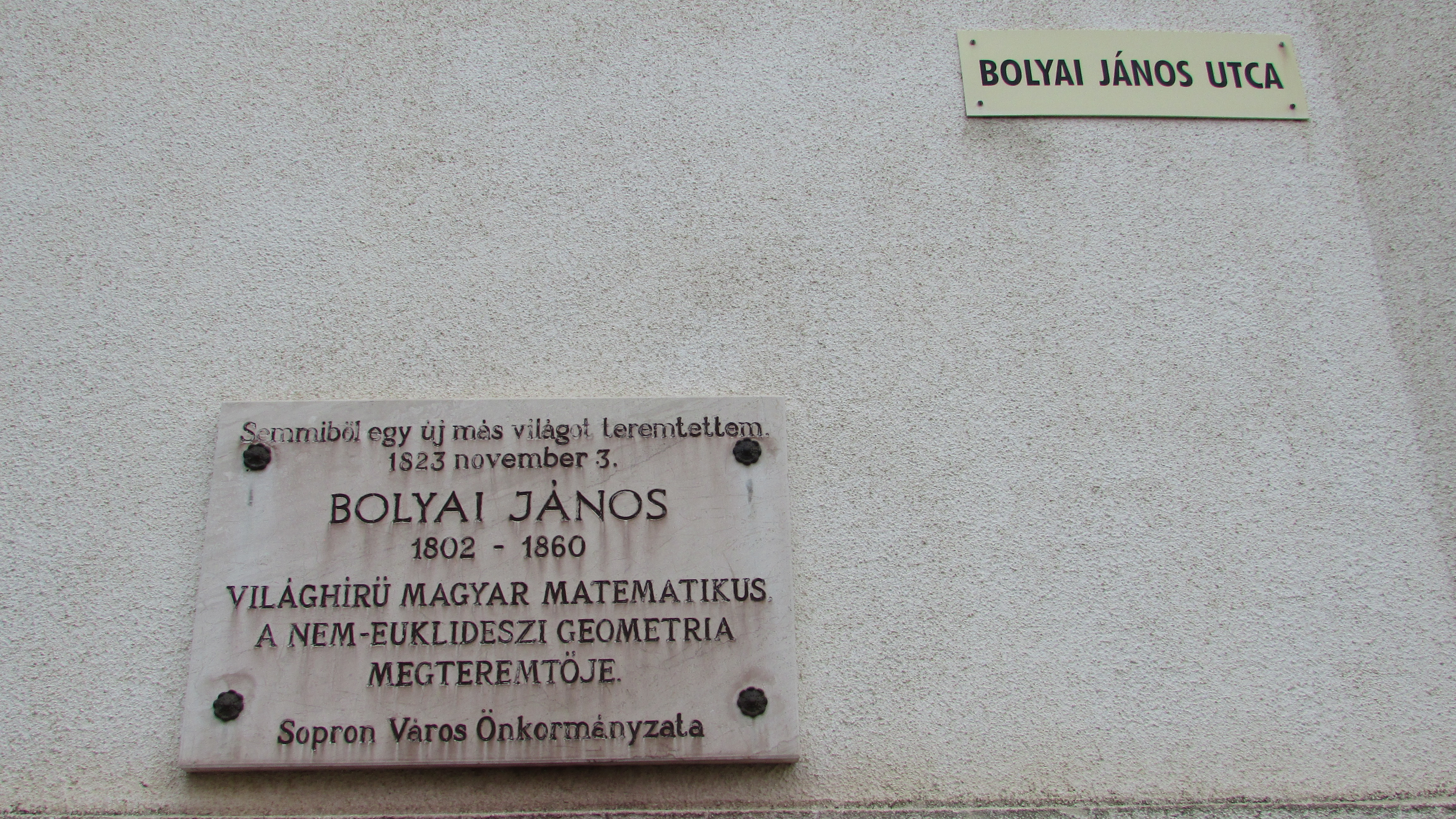
Emléktábla Sopronban a Bolyai János utcában

### Sopron
1999. november 3-án Sopronban emléktáblát lepleztek le a Bolyai János utcában. Beszédet tartott Horváth Jenő egyetemi tanár.

### Bécs
Bécs Bolyai János tanulmányainak színtere, itt végezte el a hadmérnöki akadémiát. 1996-ban a budapesti Bolyai János Honvéd Alapítvány emléktáblát helyezett el a bécsi hadmérnöki akadémia melletti római katolikus helyőrségi templom falán, mivel a katonai szabályok értelmében az akadémia falára nem lehetett elhelyezni. 2004-ben pedig az akadémia épületében felavatták Bolyai János mellszobrát (Berek Lajos munkája), amelynek egy másolata a Sapientia EMTE marosvásárhelyi karán található.

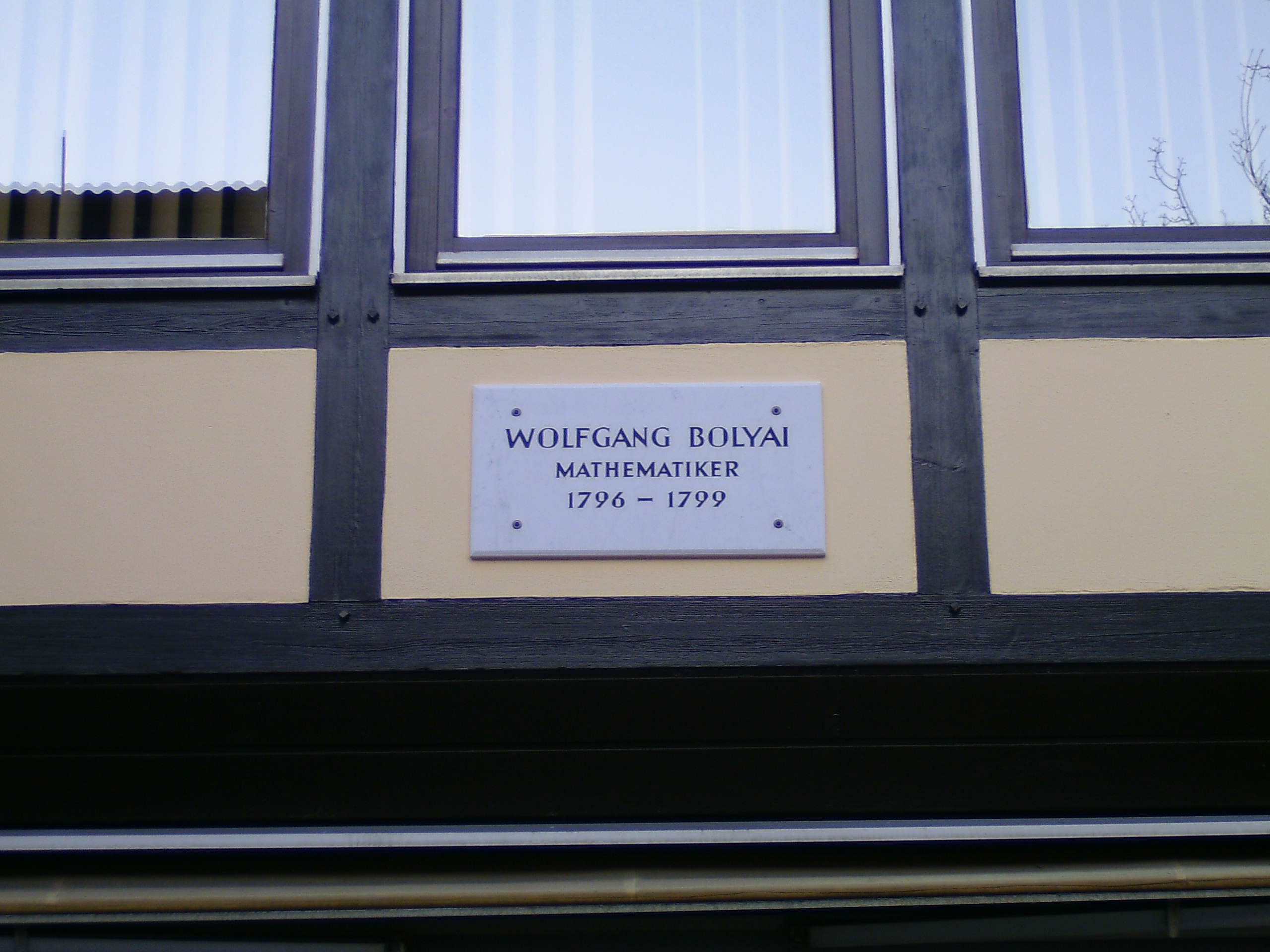
Emléktábla Göttingában

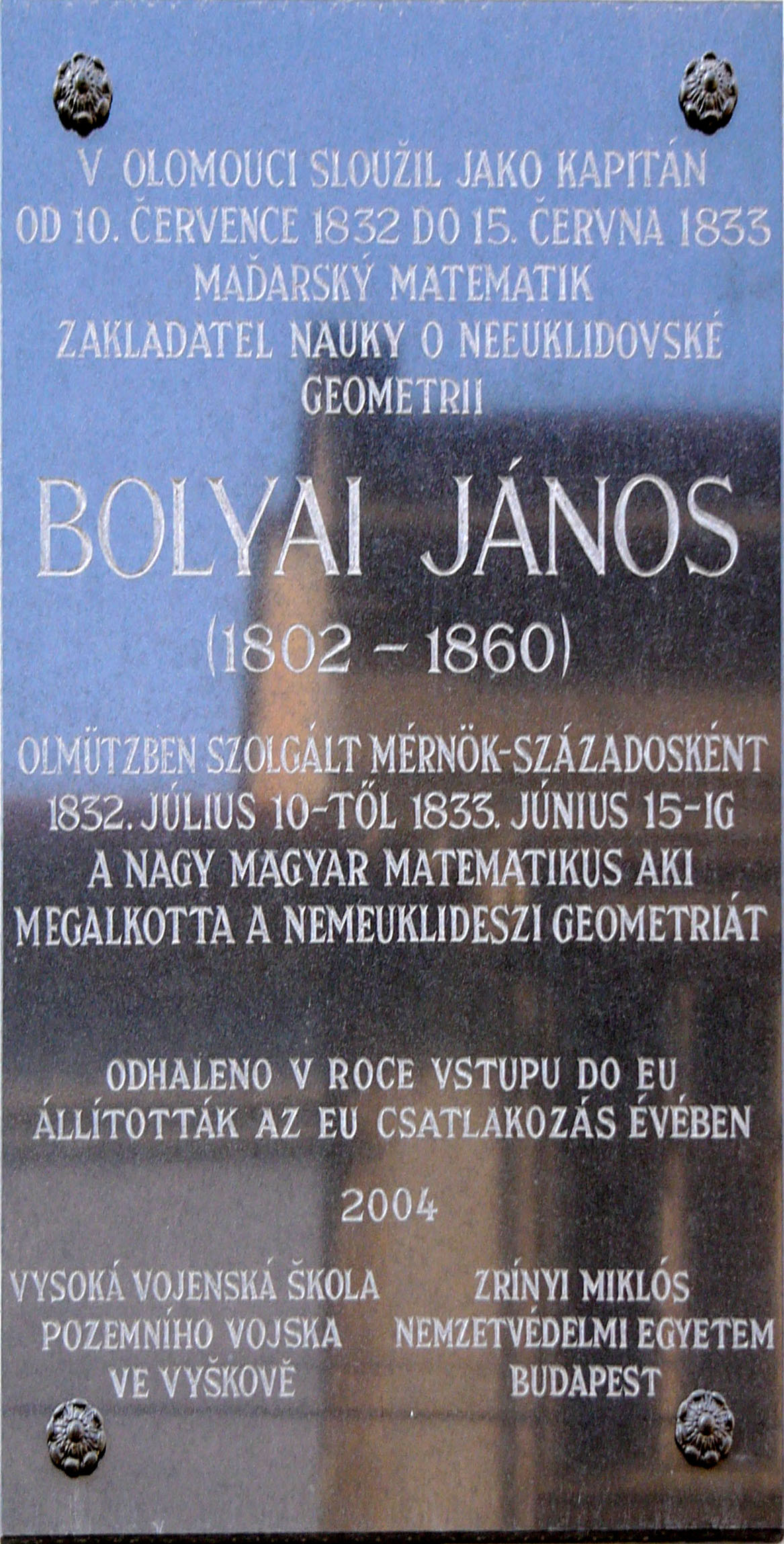
Emléktábla Olmützben

Emléktábla Lembergben

### Göttinga (Göttingen, Németország)
1993. június 11-én Göttingában, a Kurze Strasse 2. szám alatt Bolyai Farkas-emléktáblát lepleztek le azon a házon, amelynek helyén levő épületben az ifjú Farkas diákoskodott 1796 és 1799 között.

### Lemberg (Lviv, Ukrajna)
Lembergben (régi magyar nevén Ilyvóban) 1994 májusában az egyetem legforgalmasabb pontján avattak fel márványtáblát domborművel, magyar és ukrán nyelven. A portrét Gáti Gábor budapesti szobrászművész készítette, a betűket Fáskerty István budapesti kőfaragó véste. A lembergi magyarok minden magyar ünnepen oda mennek megemlékezni, virágot elhelyezni mint egyetlen magyar emlékhelyhez.

### Olmütz (Olomouc, Csehország)
Olmützben, ahol Bolyai János katonatisztként fordult meg, emléktábla hirdeti emlékét. Az emléktáblát az olmützi magyarok kis közössége az egykori kaszárnya falán 2004-ben cseh és magyar katonai kezdeményezésre avatta fel.